# 中央人民政府铁道部
中央人民政府铁道部是根据1949年9月27日中国人民政治协商会议第一届全体会议通过的《中华人民共和国中央人民政府组织法》第十八条的规定，于1949年10月1日设置的一个部门。1954年9月，第一届全国人民代表大会第一次会议在北京召开，会议通过了《中华人民共和国宪法》和《中华人民共和国国务院组织法》，成立中华人民共和国国务院。根据国务院《关于设立、调整中央和地方国家机关及有关事项的通知》，中央人民政府铁道部即告结束。国务院按照《国务院组织法》的规定，将原中央人民政府铁道部改为中华人民共和国铁道部，接替相关工作，成为国务院组成部门。

## 部门工作
按照相关规定，中央人民政府铁道部在政务院财政经济委员会的指导下展开工作。作为国家行政机构，中央人民政府铁道部对全国范围内的铁路实行统一归口管理，直接经营管理中央铁路，并继续实行高度集中统一管理铁路的体制。

## 历史

### 中央军委铁道部
前身是中华人民共和国建立之前，中国人民解放军中央军事委员会所辖的中央军委铁道部。
1948年11月中共中央决定以华北人民政府交通部为基础，尽快成立中央军委铁道部，筹备召开铁路工作会议，加紧铁路抢修，确保铁路运输，支援解放战争。1949年1月10日，中国人民革命军事委员会做出《关于成立军委铁道部的决定》：“为争取于本年内迅速修复长江以北的主要铁路，以利我军南进的运输和供应起见，军委即准备成立铁道部，统一全国各解放区铁路的修建管理和运输，并决调滕代逺同志任军委铁道部部长。为使这一决定进行得有条理并按时实施，兹规定准备工作如下：一、滕代逺同志准备于本月底组成军委铁道部，并即以华北政府交通部所管铁道机构为基础加以扩充，于本月二十日后提出组织计划。（后略）”
1949年1月28日至2月7日在石家庄的华北人民政府交通部会议室召开全解放区铁道工作会议（即第一次全国铁路工作会议），朱德总司令到会宣布成立军委铁道部的命令，滕代远主持会议，吕正操（东北）、武竞天（华北）、徐雪寒（华东）、田裕民（中原，平汉线铁路军管代表）、贾炽明（西北临汾）、黄逸峰（第四野战军铁道纵队）等参加会议。滕代远在会上作题为《关于当前形势和铁道工作与任务》的报告  会议提出了：“解放军打到哪里，铁路修到哪里”的行动口号。会议对铁路工作提出四项必须真正做到的要求：第一，统一的组织与领导，以适应战争与生产的需要；第二，统一材料的采购、分配与使用；第三，统一修建铁路的规格与管理，以求路政统一，运速增高，以实现铁路安全第一，迅速第二，成本第三的原则；第四，统一铁路上各种所必需的主要规章制度，如时间不够，可留待今后再研究。
1949年2月20日，中央军委铁道部在北平王府井南口霞公府挂牌办公。1949年3月21日成立军委铁道部党委，由滕代逺、吕正操、武竞天、黄逸峰、郭洪涛、余光生、刘居英、许子盛和桂蓬共9人组成，由滕代远、吕正操、武竞天3人为常委，滕代远任书记。4月23日，宣布滕代远部长，吕正操、武竞天副部长。
1949年6月由中国人民革命军事委员会铁道部印制《中国人民铁路全图》（现为中国铁道博物馆藏国家二级文物），当时铁路干支线共有2.6万多公里，实际能通车的有2.2万多公里，台湾省900多公里铁路未计在内。东北地区铁路网密度较大，有铁路1.1万多公里，占全国的45.1%。华北地区有铁路7800多公里。长江以南有粤汉铁路株韶段和浙赣、苏嘉、江南、京赣、湘黔铁路，共计3600多公里。西南、西北地区有铁路1900多公里，另有日伪采取拆旧线建新线手段在关内各沦陷区修建的铁路900多公里，以上各地共修建铁路1.4万多公里，占全国的54.9%。截至1948年年底，关内在石家庄、济南、郑州成立了3个铁路局：晋察冀边区铁路局改称的石家庄铁路管理局、1948年11月成立华东区铁路管理总局并在1949年4月改称济南铁路管理局、 1948年10月底成立“中原陇海、平汉铁路郑州联合管理委员会”。
至1949年10月1日，累计修复线路8278km，修复桥梁2717座，通车营业里程21810km。

### 中央人民政府铁道部

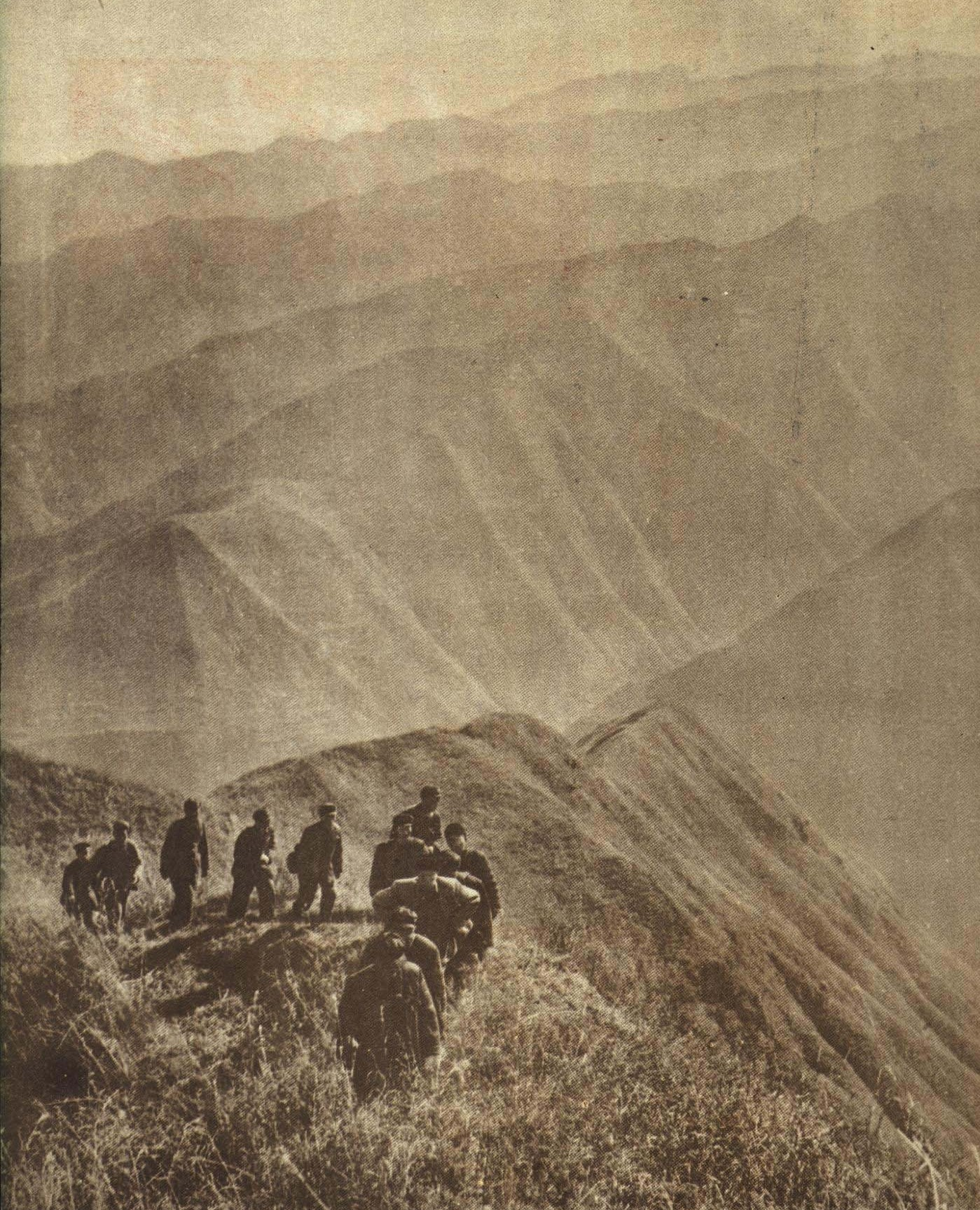
1953年中央人民政府铁道部秦岭考察

中央人民政府铁道部成立前期，主要任务是抢修全国范围内因第二次国共内战遭到严重破坏的铁路系统，尽快恢复铁路运输，为经济建设提供给可靠的交通保障。改造病害严重铁路，提高铁路运输安全。续建因战争原因导致停工的未完成项目。在以上工作取得初步成果之后，工作重点转为新线建设和既有铁路的升级改造。
1949年10月，中央人民政府铁道部成立当月，在第二次国共内战中遭到严重破坏的南浔铁路和京包铁路修复通车。11月，陇海铁路陕西宝鸡以东的线路修复通车。12月，在第二次国共内战中部分遭到破坏的浙赣铁路全线恢复通车，京汉铁路、粤汉铁路、同蒲铁路南段（太原至风陵渡段）、湘桂铁路衡阳至桂林段修复通车。
1950年1月，同蒲铁路太原至忻县段、湘桂铁路桂林至柳州段修复通车；同月，京沈铁路山海关至沈阳段复线恢复及新建工程正式开工。3月，病害严重的陇海铁路陕西宝鸡至甘肃天水段改善工程开工，京沈铁路塘沽至唐山间的复线恢复和新建工程开工。4月，陇海铁路甘肃天水至兰州段续建工程开工，该段铁路1946年即开始兴建，至1949年底只完成全部工程量的3.6%。6月，续建成渝铁路工程开工，同月，湘桂铁路广西柳州至来宾段修复通车。10月，湘桂铁路广西来宾至中越边境镇南关段新建工程开工，哈大铁路孟家屯至开原段、辽阳至鞍山段复线修复。
1951年2月，湘桂铁路来宾至镇南关段新建工程铺轨至南宁，次月正式通车并继续向前铺轨，10月铺至凭祥。1951年4月，京沈铁路坨子头至山海关段复线工程开工，同年7月完工。1951年7月，同蒲铁路北段忻县以北部分修复通车，至此同蒲铁路全线恢复通车。9月，石太铁路山西阳泉至太原段改建工程开工。12月，宝天铁路开始临时运营，陇海铁路天水至甘谷段通车。本年度内，綦江铁路续建工程由三江延伸至赶水。
1952年3月，锦承铁路修复工程开工，同年8月全线通车。5月，汤林铁路伊春双子河段15公里长度线路开工建设，同年12月交付运营。6月，牙林铁路展筑工程库都尔至图里河段开工建设。7月，成渝铁路全线通车，宝成铁路南段成都至黄沙河段在成都开工建设，同蒲铁路忻县至平旺段修复通车。8月，叶赤铁路修复工程开工，11月完工。9月，北京向西北方向的又一铁路通道丰沙铁路，丰台至沙城段105公里新建工程开工。10月，兰新铁路兰州至阿拉山口段全长2363公里的新建线路开工建设。陇海铁路建设，在本年度1月铺轨至陇西，5月至定西，8月至兰州东站，12月铺轨至兰州西站东闸口，完成全线铺轨任务。
1953年4月，哈大铁路田五支线（田五铁路）开工建设。5月，中国连接蒙古国的集二铁路开工建设。6月，蓝烟铁路开工建设；汤林铁路双子河五营段60公里新线开工建设；湘黔铁路田心至贵定间820.6公里线路开工建设；沈丹铁路石桥至本溪、祁家堡至草河口、刘家河至凤凰城三段复线修复工程开工，年末基本完成，金山湾至丹东13.7公里恢复复线工程也同时开工，次年6月交付使用。7月，萧穿铁路萧山至曹娥江西岸段67公里重建工程开工。10月，京包铁路康庄站至狼山站间配合官厅水库建设改线工程开工；京沈铁路北京段丰台站至东便门间14.02公里复线工程开工；宝成铁路成都至绵阳段118.1公里线路通车；牙林铁路库都尔至图里河段铺轨通车。12月，兰新铁路铺轨至乌鞘岭隧道东侧182.8公里处；石太铁路阳泉至太原段改建工程完工。
1954年1月，宝成铁路北段宝鸡至黄沙河间148.98公里、宝鸡至凤州间92.92公里在初步设计还未完成的情况下开工建设；湘黔铁路湘江大桥建成，全线通车至湘潭，自田心至此共计25公里。3月，京沈铁路滦县至朱各庄段复线修复工程开工，第二季度通车，实现了关内全线复线通车；牙林铁路图里河至根河段50.5公里新建工程开工，年末完工。4月，京广铁路丰台至石家庄段复线工程开工建设。7月，陇海铁路宝鸡至天水段交付运营。8月，陇海铁路天水至兰州段交付运营。9月，黎湛铁路黎塘至湛江间314.5公里新线工程开工建设。

## 组织结构
中央人民政府铁道部较之其他同级部门，享有很高的独立性，组织管理自成体系，机关设置庞杂。1952年时，中央人民政府铁道部机关设置为办公厅和28个厅局司级机关：
- 中央人民政府铁道部

| - 办公厅 - 车务局 - 商务局 - 国际联运局 - 机务局 - 机车车辆制造局 - 机车车辆修理局 - 工务局 - 电务局 - 新线施工局 | - 设计局 - 基本建设局 - 计划局 - 统计局 - 财务会计局 - 材料供应局 - 人事局 - 劳动工资局 - 卫生局 - 教育局 | - 职工生活供应局 - 技术局 - 公安局 - 法律处 - 翻译处 - 先进工作方法推行处 - 总务处 - 监察室 - 政治部 |

### 机构改革
1952年9月4日，经中央人民政府政务院批准，中央人民政府铁道部颁布了《关于调整铁路组织机构的决定》，自1953年1月1日起执行新的组织结构。
在运输上，增加管理局数量，由原9个增至12个，缩小了局管区；改组铁路分局为运输分局，减少组织层次。
在机车车辆工业方面，在部机关成立机车车辆修理局和制造局，分别对所属工厂实行业务领导。1953年8月22日，中央人民政府铁道部根据政务院财政经济委员会的决定，将机车车辆制造局及其所属的6个制造厂划归中央人民政府第一机械工业部领导。
在基本建设方面，为了展开大规模的建设，贯彻“新线第一”的方针，建立设计、施工和基本建设专管机构，包括铁道部机关设立设计局、新建铁路工程总局、基本建设局（下属12个分局），分别管理基本建设工作并领导下属机构；组建西北设计分局、西南设计分局、华北设计分局、东北设计分局和中南设计分局等5个设计分局，另外还组建有5个专业设计事务所、12个工程局和4个专业工程公司。

## 历任部长
1. 滕代远（1949年10月－1954年9月）

## 副部长
- 吕正操
- 武竞天
- 石志仁（专家）
- 王世泰（原西北铁路干线工程局局长，1952年8月）
- 郭洪涛（原天津铁路管理局局长，1952年8月）
- 赵健民（原西南军政委员会交通部部长，1953年1月）